# Amorphophallus margaritifer
Amorphophallus margaritifer är en kallaväxtart som först beskrevs av William Roxburgh, och fick sitt nu gällande namn av Carl Sigismund Kunth. Amorphophallus margaritifer ingår i släktet Amorphophallus och familjen kallaväxter. Inga underarter finns listade.